# 敬一丹
敬 一丹（けい いったん、1955年4月27日 - ）は、中華人民共和国のニュースキャスター、司会、作家。中国伝媒大学客座教授。第9、10期全国政協委員。第11回全国人民代表大会代表。

## 経歴
1955年4月27日、黒竜江省ハルビン市で生まれる。文化大革命の時の上山下郷運動で、敬一丹は農村で知識青年になりました。1976年、北京広播（放送）学院播音（ラジオ）系（現在の中国伝媒大学）に入学した。1979年は、黒竜江省人民広播電台のニュースキャスターを務めた。1983年、敬一丹は中国伝媒大学の（放送）学院播音（ラジオ）系研究生班に合格て、学校を卒業した後に学校に残して教育を担当します。1988年に中国中央電視台に入社し、報道番組アナウンス部に配属された。2015年4月30日、60歳に達した敬一丹さんは、個人の最終回「焦點訪談」を司会した後、正式に退職しました。同年、敬一丹は東北師範大学外国語学院の兼職教授に任命された。

## 家族
敬一丹の夫の王梓木は華泰保険社長です。1986年には長女の王爾晴を出産。

## 担当番組
- 「一丹話題」
- 「東方時空」
- 「焦點訪談」
- 「光栄の追尋」

## 著作
- (中国語) 『一丹話題』. 北京市: 北京広播学院出版社. (1995). pp. 139. ISBN 9787810045018
- (中国語) 『声音』. 北京市: 華芸出版社. (1998). ISBN 9787801420978
- (中国語) 『話筒前』. 北京市: 現代出版社. (1999). pp. 340. ISBN 9787800285349
- (中国語) 『一丹隨筆』. 北京市: 作家出版社. (2000). pp. 273. ISBN 9787506316361
- (中国語) 『99個問號』. 北京市: 中国広播電視出版社. (2004). pp. 308. ISBN 9787504341433
- (中国語) 『我遇到你』. 湖北省武漢市: 長江文芸出版社. (2015). pp. 312. ISBN 9787535479914
- (中国語) 『我 末代工農兵学員』. 湖北省武漢市: 長江文芸出版社. (2017). pp. 262. ISBN 9787535495914
- (中国語) 『那年那信』. 浙江省杭州市: 浙江人民出版社. (2018). pp. 304. ISBN 9787213087554
- (中国語) 『床前明月光』. 湖北省武漢市: 長江文芸出版社. (2020). ISBN 9787570212453